# Hananí
Hananí (en hebreu חנני) va ser un vident i profeta hebreu, pare del també profeta Jehú, que va viure cap al segle ix aC.
Cap a l'any 875 aC va amonestar durament el rei Asà de Judà perquè havia intentat una aliança amb Ben-Jadad, rei d'Aram per enfrontar-se al rei d'Israel Baixà, abans de posar la seva confiança amb Jehovà que li hauria portat la pau i la victòria. El seu atac al rei li va valdre la presó.